# جامع ملا جلبي
جامع ملا جلبي (بالتركية: Molla Çelebi Camii)‏ هو جامع يقع في إسطنبول.
تم إنشاء الجامع من قبل القاضي محمود وسولي افندي وبتصميم المعماري سنان.